# Lima (Malung-Sälen)
Lima is een plaats in de gemeente Malung-Sälen in het landschap Dalarna en de provincie Dalarnas län in Zweden. De plaats heeft 418 inwoners (2005) en een oppervlakte van 214 hectare.

## Verkeer en vervoer
Bij de plaats loopt de Riksväg 66.
De plaats had vroeger een station aan de hier opgeheven spoorlijn Repbäcken - Särna.

## Geboren
- Sixten Jernberg (1929-2012), langlaufer